# Lady Macbeth do Distrito de Mtsensk
Lady Macbeth do Distrito de Mtsensk (em russo:  Леди Макбет Мценского уезда) é uma novela curta do escritor russo Nikolai Leskov, publicada em 1865.
Entre os temas abordados na obra estão o papel submisso das mulheres na sociedade europeia do século XIX, o adultério e a vida provinciana, o que permite traçar um paralelo com Madame Bovary, de Flaubert. A personagem principal, Katerina, planeja e executa assassinatos, o que explica o título inspirado em Lady Macbeth da tragédia de Shakespeare. 
A história de Leskov inspirou uma ópera do mesmo nome de Dmitri Shostakovich, estreada em 1934, e o filme Lady Macbeth da Sibéria, do diretor polonês Andrzej Wajda (1962).